# James R. Schlesinger

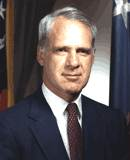
James R. Schlesinger

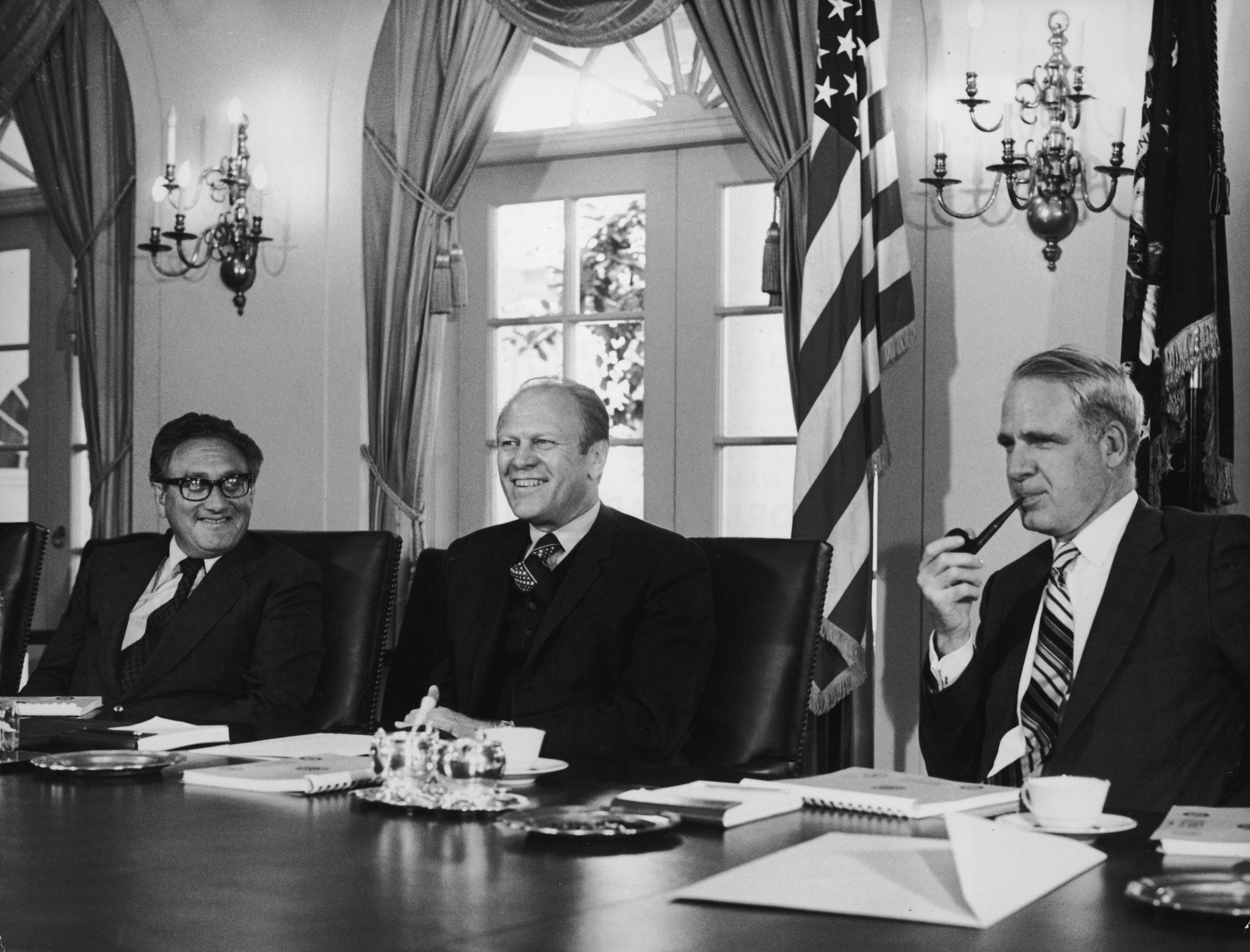
Försvarsminister James Schlesinger röker pipa i Vita husets kabinettsrum med president Gerald Ford och utrikesminister Henry Kissinger i november 1974.

James Rodney Schlesinger, född 15 februari 1929 i New York i New York, död 27 mars 2014 i Baltimore i Maryland, var en amerikansk akademiker och ämbetsman som hade flera höga befattningar som CIA-chef under 1973, USA:s försvarsminister 1973-1975 samt som USA:s energiminister 1977-1979.

## Biografi
Schlesinger studerade vid Harvard University. Där blev han Bachelor of Arts 1950 och Master of Arts 1952 samt avlade 1956 doktorsexamen, samtliga examina i nationalekonomi. Schlesinger undervisade därefter i nationalekonomi vid University of Virginia och publicerade 1960 boken The Political Economy of National Security. Han arbetade för tankesmedjan Rand Corporation från 1963 till 1969.
Åren 1970–1972 var han ordförande i atomenergikommissionen och var sedan chef för CIA, Director of Central Intelligence, från januari till juli 1973. Hans företrädare som chef för CIA, Richard Helms, hade fått sparken när han hade vägrat att förhindra utredningen av Watergateaffären. Schlesinger tjänstgjorde som USA:s försvarsminister under presidenterna Richard Nixon och Gerald Ford 1973–1975. Under Nixon ledde han USA:s militära nedtrappning och uttåg från Vietnamkriget.
När demokraten Jimmy Carter blev USA:s president 1977, utnämnde han republikanen Schlesinger till sin rådgivare i energifrågor. När ämbetet som USA:s energiminister inrättades 1977 fick Schlesinger posten av Carter, med uppgift att genomföra en drastiskt energisparande politik. I juli 1979 bytte Carter ut sin energiminister. Under senare år var Schlesinger senior rådgivare till Lehman Brothers.
Schlesinger skrev ett antal debattartiklar om global uppvärmning och var en känd skeptiker i frågan.